# 弗雷特山
68°9′S 49°12′E / 68.150°S 49.200°E
弗雷特山（英語：Mount Flett）是南極洲的山峰，位於馬里納山和安德伍德山之間，屬於奈伊山脈的一部分，該山峰在1956年由澳大利亞的探險隊發現，以無線電技工命名。